# Escárcega
Escárcega é um município do estado de Campeche, no México.